# Manuel de Gamarra
Manuel (de) Gamarra Licona (Lequeitio, 28 de marzo de 1723 - Bilbao, 9 de noviembre de 1791) fue un organista, compositor y maestro de capilla español.

## Vida
Manuel Gamarra Licona nació en Lequeitio, en Vizcaya, el 28 de marzo de 1723. Se desconoce si era familia del tamborilero Domingo Licona, activo en Lequeitio en 1573. Fue acogido en 1734 en la capilla de música de la iglesia matriz de Santiago de Bilbao como tiple, seleccionado por el maestro José de Zailorda. Su tutela y formación musical fue en casa de Francisco Zabala, donde se educó junto con el organista Joaquín Ojinaga, sobrino de Zabala. El cabildo bilbaíno lo mantuvo en la capilla de música después de la muda de su voz entre 1740 y 1741, debido a su talento musical.
En 1741 consiguió su primer trabajo como organista en Éibar. Permaneció hasta 1447 en el cargo, fecha en la que pasó a la organistía de la Catedral de Valladolid, tras unas oposiciones juzgadas por Joseph de Mir. Ejerció la organista en Valladolid entre 1747 y 1749, y parece que Mir quedó tan impresionado con él, que posteriormente Gamarra se consideraba su discípulo. En 1748 el cabildo le propuso como organista y «capa de coro» de la Catedral de Ciudad Rodrigo, cargo del que no llegó a tomar posesión. En esta época se casó en San Sebastián con Úrsula de Mendinueta.
En 1753 Gamarra trata de regresar a Bilbao como organista de la iglesia matriz de Santiago, cuyo cargo había quedado vacante por el fallecimiento de Inurrieta. Sin embargo, fue nombrado maestro de capilla coadjutor del titular José de Zailorda, en un acuerdo un tanto inusual con Zailorda y el organista Francisco Javier Urreta, por el que Gamarra le pagaba una parte de sus salario a Zailorda a cambio de «la futura» posesión del magisterio tras el fallecimiento de Zailorda. El acuerdo generó diversos conflictos profesionales y económicos, que llevaron a Gamarra a buscar trabajos fuera de la iglesia.
Durante estos años peritó órganos en Vizcaya y Guipúzcoa, ejerció de tasador, examinado de organistas y profesor de música. Fue representante de Xavier Munive, Conde de Peñaflorida entre 1756 y 1773. Su cercanía y amistad con un grupo de aristócratas ilustrados vizcaínos le permitió ser el primer socio agregado de la Real Sociedad Bascongada de los Amigos del País en 1765, «en atención a sus prendas personales y a su distinguido Magisterio de la Música». En la Real Sociedad sería maestro de capilla y organizó numerosas «academias de música», componer pera las diversas juntas y custodiar el archivo de música También estuvo activo en la Comisión de Agricultura y Economía Rústica de la Real Sociedad, de la que fue nombrad responsable en 1780. En esta función intervino en diversas iniciativas e incluso aportó algunos inventos, como «máquinas neumáticas para conservación de carne» (1766) y «renovación de aire de los aposentos» (1786). También se involucró en la apertura de la escuela gratuita de dibujo de la Real Sociedad en 1774.
En 1762 rechazó el nombramiento de maestro de capilla y organista en San Sebastián, que hubiera estado mejor remunerado que su cargo en Bilbao. De hecho sus constantes actividades fuera de la iglesia lo llevaron a descuidar sus obligaciones como coadjutor, por lo que fue apercibido en 1773 y se le amenazó con el despido. Sin embargo permaneció en el cargo, e incluso en 1778 ocupó brevemente el cargo de organista, vacante por la marcha del titular, Juan Andrés de Lombide, a Oviedo. No permaneció como organista más de un año, ya que en 1779 el cabildo convocaba oposiciones a las que no se le permitió presentarse. Gamarra quería llegar ocupar ambos cargos, pero el cabildo se lo impidió. Conseguiría la organistía Manuel Balzola, abuelo materno de Juan Crisóstomo Arriaga. Pero ese mismo año conseguía finalmente la titularidad del magisterio, tras el fallecimiento de Zailorda.
Durante la segunda mitad del siglo XVIII Gamarra fue una figura fundamental en la vida musical de Bilbao. Llegó a tener un reconocido prestigio en la ciudad, pero acabó sus días arruinado, con numerosas deudas, de las que su viuda no pudo hacerse cargo. Fallecería el 9 de noviembre de 1791 en Bilbao, siendo enterrado en la iglesia de San Antón.

## Obra
Manuel Gamarra fue muy apreciado como músico durante su vida, sobre todo en Bilbao y Guipúzcoa. Hay noticias de obras de gran interés que han desaparecido. Por ejemplo, han desaparecido su ópera bufa El médico avariento (1772) y una serie de 24 piezas compuestas para la enseñanza de la música en el Real Seminario de Vergara. Su Discurso sobre la Poesía y la Música, presentado en 1765 en la Real Sociedad Bascongada de los Amigos del País, también ha desaparecido.
De sus Coplas, compuestas en honor de Carlos IV en 1789, por encargo de Conde de Peñaflorida, solo se conserva la letra impresa. Igual que una serie de seis villancicos, arias y tonadillas, en castellano y en vasco que se conservan en la Sociedad Hispánica de América de Nueva York.
No se han conservado la mayoría de sus composiciones. En el santuario de Aránzazu en Oñate se conserva un Himno a Nuestra Señora y un cuaderno con tres Sonatas para tecla y en la iglesia de Nuestra Señora de la Asunción de Briones se conserva el Aria al Santísimo.